# 埃爾維斯·安德魯斯
埃爾維斯·奧古斯都·安德魯斯·托雷斯（西班牙語：Elvis Augusto Andrus Torres，1988年8月26日—），為前美國職棒大聯盟的游擊手。他先前曾效力於遊騎兵、運動家與白襪等隊。
2007年，19歲的安德魯斯曾為大聯盟百大新秀第二名。2009年，他以21歲之齡登上大聯盟。生涯入選過兩次明星賽。

## 職業生涯
安德魯斯在16歲時加盟勇士。2005年，他在小聯盟開啟職棒生涯。2007年，他入選了未來之星明星賽。7月31日，勇士隊將安德魯斯、賈羅德·薩爾塔拉馬基亞、內夫塔利·費利茲、Matt Harrison以及Beau Jones交易至遊騎兵，換來馬克·塔克薛拉以及Ron Mahay。

### 德州遊騎兵
2009年，隊上的游擊手麥可·楊移防三壘，而游擊空缺則交給安德魯斯。安德魯斯也在這年登上大聯盟，不過這年他只有20歲，是當時美聯第二年輕的球員。球隊也為了保險起見簽下了老將游擊手奧馬爾·維茲奎爾。
2009年7月28日，安德魯斯達成單季10盜，成為大聯盟第10位在21歲之前就完成單季20盜的球員。2010年，他首度入選明星賽，並擔任替補游擊手。該年他的打擊率為2成65，不過沒有敲出任何全壘打。這年他敲出17支犧牲打、32次盜壘成功與15次盜壘失敗。
2011年，安德魯斯的打擊率為2成79，並敲出5轟與37次盜壘成功。不過防守方面他也有美蓮游擊手最多的25次守備失誤。2012年，他的打擊率為2成86，並且在這年入選個人第二次的明星賽。
2013年開幕戰，安德魯斯與球隊簽下8年1億2,000萬美元的延長合約。9月14日，安德魯斯達成單季40盜。他也超越伊恩·金斯勒成為隊史盜壘王。這年他的打擊率為2成71，並得到91分。
2014年球季初，安德魯斯就寫下了連續11場比賽敲出安打的記錄，直到他在4月13日被驅逐出場為止。後來他又創下了連續39場比賽敲出安打的紀錄。這也是隊史第二長的個人單季連續場次安打紀錄，僅次於弗拉迪米爾·葛雷諾的44場。該年他的打擊率為2成63，並完成生涯180次盜壘成功，不過這年他也失敗了15次。
2015年，安德魯斯的打擊率來到個人生涯新低的2成58，不過他也敲出個人最多的單季7轟與25次盜壘。2015年美國聯盟分區賽第5場，安德魯斯在第7局守備發生2次失誤，最後導致球隊被藍鳥逆轉。2016年，他的打擊率為3成02，並敲出8轟與69分打點。
2017年可說是安德魯斯打擊最好的一季，該年他的打擊率為2成97，並敲出20轟與88分打點。2018年4月11日，他因為觸身球而提前退場。經過X光檢查後發現他的右手肘骨頭斷裂，他也首次進入傷兵名單，並在6月18日回歸。這年他的打擊率為2成56，並敲出6轟與33分打點。
2017年，安德魯斯的打擊率為2成75，敲出了生涯次高的單季12轟與72分打點，並盜壘成功31次。

## 個人生活
安德魯斯是一名基督徒。2012年，他曾捐款12,500美元給救助達拉斯地區遊民的慈善機構。
安德魯斯在2017年7月1日結婚，1個月後就迎來了自己第一個小孩。2018年11月28日，女兒Lucia出生。
安德魯斯的哥哥Erold曾在2009年至2010年間於獨立聯盟打球。2019年7月26日，安德魯斯歸化成為美國公民。

## 外部連結
- 球員資訊和成績在MLB ，ESPN ，Retrosheet ，Baseball Reference ，Baseball Reference (Minors) ，Fangraphs ，The Baseball Cube （英文）
- 埃爾維斯·安德魯斯的Instagram帳戶
- 埃爾維斯·安德魯斯在台灣棒球維基館上的頁面（繁體中文）